# レストレス・ハート (ホワイトスネイクのアルバム)
『レストレス・ハート』（Restless Heart）は、ホワイトスネイクが1997年に発表したスタジオ・アルバムで、『スリップ・オブ・ザ・タング』（1989年）以来8年ぶり9作目に当たる。日本で先行発売された。

## 解説
デイヴィッド・カヴァデール自身は、当初はソロ・アルバムとして制作を始めたが、EMIの要請によりホワイトスネイクらしさのある作品を作ったという趣旨のコメントをしている。先行発売された日本盤は、ホワイトスネイク名義となっているが、日本盤とは異なるジャケットを使用したヨーロッパ盤では、アーティスト名は「David Coverdale & Whitesnake」と表記されている。
『白蛇の紋章〜サーペンス・アルバス』（1987年）制作後期よりバンドに参加し、『スリップ・オブ・ザ・タング』（1989年）でカヴァデールと共に曲作りの中心を担ったギタリストのエイドリアン・ヴァンデンバーグが、演奏でも初めて全面参加した。また、カヴァデールとジミー・ペイジの連名のアルバム『カヴァデール・ペイジ』（1993年）で共演し、『グレイテスト・ヒッツ』時のツアーからバンドに参加したドラマーのデニー・カーマッシは、引き続きドラムを担当した。
2021年10月29日、アルバム発売25周年を記念し、『レストレス・ハート 25thアニバーサリーエディション』が輸入盤で発売された。アニバーサリーエディションは、新規リミックス音源を収録したCD「2021 Remix」、リミックス音源と新規リマスター音源を収録したCD2枚組の「デラックス・エディション」、リミックス音源やリマスター音源の他、デモ音源やアウトテイクなどの未発表音源、ミュージックビデオやカヴァーデイルのインタビューを交えたアルバム制作ドキュメンタリー映像を収録したDVD、未発表写真を収録したハードカバー本がセットになったCD4+DVD+ハードカバー本の「スーパー・デラックス・エディション」、リミックス音源を収録した「180g重量盤アナログLP」の4種類で発売された。

## 収録曲
特記なき楽曲はデイヴィッド・カヴァデールとエイドリアン・ヴァンデンバーグの共作。
1. ドント・フェイド・アウェイ - Don't Fade Away - 5:02
2. 愛という名のもとに - All in the Name of Love - 4:42
3. レストレス・ハート - Restless Heart - 4:50
4. トゥー・メニー・ティアーズ - Too Many Tears - 5:44
5. クライング - Crying - 5:34
6. ステイ・ウィズ・ミー - Stay with Me (George David Weiss, Jerry Pagovoy) - 4:09
7. キャント・ゴー・オン - Can't Go on - 4:28
8. ユーアー・ソー・ファイン - You're So Fine - 5:10
9. ユア・プレシャス・ラヴ - Your Precious Love - 4:34
10. テイク・ミー・バック・アゲイン - Take Me Back Again - 6:02
11. ウーマン・トラブル・ブルース - Woman Trouble Blues - 5:35

### 日本盤ボーナス・トラック
14.はインストゥルメンタル。
1. エニシング・ユー・ウォント - Anything You Want - 4:12
2. キャント・ストップ・ナウ - Can't Stop Now - 3:27
3. オイ - Oi (David Coverdale, Adrian Vandenberg, Denny Carmassi) - 3:47

## 参加ミュージシャン
- デイヴィッド・カヴァデール - ボーカル
- エイドリアン・ヴァンデンバーグ - ギター
- ガイ・プラット - ベース
- デニー・カーマッシ - ドラムス、パーカッション
- ブレット・タグル - キーボード、バッキング・ボーカル
- エルク・サンダー - ハーモニカ
- ベス・アンダーソン - バッキング・ボーカル
- マキシン・ウォーターズ - バッキング・ボーカル
- トミー・ファンダーバーク - バッキング・ボーカル